# Belgisch voetbalelftal onder 15 (vrouwen)
Het Belgische voetbalelftal onder 15 is het nationaal voetbalteam van jeugd onder de 15 die België vertegenwoordigen op internationale wedstrijden. De coach van deze ploeg is Rik Van den Bergh

## Selectie 21/22
| Naam                 | Positie      | Club                         | Geselecteerd voor |
| -------------------- | ------------ | ---------------------------- | ----------------- |
| Ademi Anisa          | Aanvaller    | Standard Luik                | Training          |
| Adewusi Rose         | Aanvaller    | SV Zulte Waregem             | Training          |
| Aich Chadia          | Aanvaller    | Standard Luik                | Training          |
| Algoet Roos          | Aanvaller    | SV Zulte Waregem             | Training          |
| Angeloni Léna        | Middenvelder | White Star Brussel           | Training          |
| Beyens Lucca         | Aanvaller    | KRC Genk                     | Training          |
| Bosmans Pia          | Aanvaller    | KRC Genk                     | Training          |
| Burniaux Clémence    | Verdediger   | Standard Luik                | Training          |
| Callens Lili         | Middenvelder | KFC Mandel United            | Training          |
| Ceulemans Katho      | Middenvelder | VDP sport                    | Training          |
| Culem Elsa           | Middenvelder | RU Wallonne Ciney            | Training          |
| De Meester Thirsa    | Middenvelder | KRC Genk                     | Training          |
| Wispelaere Beau      | Verdediger   | KAA Gent (voetbalclub)       | Training          |
| Dejonckhere Esmée    | Aanvaller    | KM torhout                   | Training          |
| Depraetere Amely     | Aanvaller    | SV Zulte Waregem             | Training          |
| Dombrecht Febe       | Doelvrouw    | Club Brugge                  | Training          |
| Drigo Irina          | Doelvrouw    | Royal Football Club de Liège | Training          |
| Enis Jante           | Doelvrouw    | Standard Luik                | Training          |
| Gonzalez Ines        | Aanvaller    | RWDM Brussels FC             | Training          |
| Gulisano Aya         | Aanvaller    | Standard Luik                | Training          |
| Guns Anastasia       | Verdediger   | KAA Gent (voetbalclub)       | Training          |
| Hermans Jinthe       | Middenvelder | Oud-Heverlee Leuven          | Training          |
| Hubaut Léna          | Middenvelder | SV Zulte Waregem             | Training          |
| Jadoulle Romane      | Aanvaller    | RAS monceau                  | Training          |
| Laksiri Kenza        | Aanvaller    | RSC Anderlecht               | Training          |
| Lamarque Manon       | Verdediger   | Standard Luik                | Training          |
| Lamote Camille       | Aanvaller    | Club Brugge                  | Training          |
| Leroy Luna           | Aanvaller    | CS Onhaye                    | Training          |
| Lufin Chelsea        | Middenvelder | KV Mechelen Dames            | Training          |
| Maes Julie           | Aanvaller    | KAA Gent (voetbalclub)       | Training          |
| Martin Jade          | Aanvaller    | RU Wallonne Ciney            | Training          |
| Martlé Margaux       | Middenvelder | KMSK Deinze                  | Training          |
| Meulenijzer Amber    | Aanvaller    | KFC Nijlen                   | Training          |
| Meulenijzer Cheyenta | Aanvaller    | Club Brugge                  | Training          |
| Opdekamp Lieke       | Verdediger   | Standard Luik                | Training          |
| Pirenne Flore        | Aanvaller    | KV Mechelen Dames            | Training          |
| Priem Emma           | Aanvaller    | Sporting Kampenhout          | Training          |
| Raty Emy             | Doelvrouw    | RSC Habay-la-Neuve           | Training          |